# ديريك بوروز
ديريك بوروز (بالإنجليزية: Derrick Burroughs)‏ هو لاعب كرة قدم أمريكية أمريكي، ولد في 18 مايو 1962 في موبيل في الولايات المتحدة.

## وصلات خارجية
- ديريك بوروز على موقع مرجع كرة القدم المحترفة.كوم (الإنجليزية)